# Cestrus admotus
Cestrus admotus là một loài tò vò trong họ Ichneumonidae.